# Récréation (album)
Albums de Claude Nougaro
Locomotive d'or
(1973) Femmes et Famines
(1975)
Récréation est un album de Claude Nougaro, sorti en mai 1974 sous le label Philips.
Le LP a été ré-édité en CD en 2014.

## Autour de l'album
- Référence originale : Philips 6325 139

- Sur ce disque fait de reprises de classiques de la chanson française, Claude Nougaro chante Prévert, Gainsbourg, Trenet, Brassens, Brel, Ferré…
- Les sonnets d'enchaînement sont de Claude Nougaro sur des musiques de Jean-Claude Vannier.

## Titres
| 1.  | Les Petits Pavés                                                              | Maurice Vaucaire              | Paul Delmet         | 3:24 |
| 2.  | Sanguine joli fruit                                                           | Jacques Prévert               | Henri Crolla        | 2:49 |
| 3.  | La Java du diable                                                             | Charles Trenet                | Charles Trenet      | 3:10 |
| 4.  | Les Enfants qui pleurent                                                      | Eddy Marnay                   | Michel Legrand      | 2:32 |
| 5.  | Mathilde                                                                      | Jacques Brel                  | Gérard Jouannest    | 2:38 |
| 6.  | Ah ! Si vous connaissiez ma poule (Chanson interprétée par Maurice Chevalier) | Albert Willemetz - René Toche | Charles Borel-Clerc | 3:10 |
| 7.  | Le Scaphandrier                                                               | René Baer                     | Léo Ferré           | 2:18 |
| 8.  | Un jour tu verras                                                             | Marcel Mouloudji              | Georges Van Parys   | 3:08 |
| 9.  | La Javanaise                                                                  | Serge Gainsbourg              | Serge Gainsbourg    | 2:32 |
| 10. | Bonhomme                                                                      | Georges Brassens              | Georges Brassens    | 3:22 |
| 11. | Pouet-pouet                                                                   | André Barde                   | Maurice Yvain       | 2:25 |